# タイムアタック (ゲーム)
タイムアタック（和製英語: Time attack）、タイムトライアル（英: Time trial）とは、コンピューターゲームのやり込みの一種で、ゲームの攻略速度の速さを競う競技または遊び方のことを指す。元々はモータースポーツのレース用語で、サーキットの周回タイムを競う競技のことを指していたが、コンピュータゲームにおけるこのような用法はそれが転じた和製英語である。本来の英語ではSpeedrun（スピードラン）と呼ぶ。

## 概要
端的に言うとコンピューターゲームの早解きであり、タイムの計測開始から目標達成までにかかった時間の短さを競う。
タイムアタックは、ゲームの最高得点を競う「ハイスコアアタック」と並んでコンピューターゲームのやり込みでは定番かつ人気のある遊び方の一つである。タイムアタックに重点を置くゲームの中には「タイムアタックモード」や記録上位者のランキング機能がゲームの機能として搭載されているものも多く存在し、近年ではインターネットを利用することで世界中のプレイヤーとレコードタイムを競うことができるゲームも増えている。
基準となるタイムの計測方法は、ルール（レギュレーション）によって異なり「リアルタイムアタック（RTA）」や「ツールアシステッドスピードラン（TAS）」などの派生ジャンルが存在する。タイムアタック自体はプレイ時間を計測できる環境さえあれば容易に挑戦することができるが、優れたタイムを出すには操作テクニックだけでなくゲームへの理解や知識、長時間プレイを続けるための集中力など複数の要素が必要となるほか、ゲーム内の乱数によるランダム要素のために運も大きく絡む場合が多い。
タイムアタックの明確な競技人口は不明だが、2020年2月時点で「speedrun.com」に登録されている人数は全世界累計で約28万人。また、英名の「SpeedRun」から転じて、タイムアタックはレースやマラソンに例えられることも多いことから、タイムアタックプレイヤーのことを「走者（Runner）」と呼ぶ場合もある。
日本では大規模なRTAのオフラインイベントとして「RTA in Japan」が2016年より開催されている。海外ではSpeed Demos Archiveというコミュニティが存在し、毎年ホリデーシーズンとサマーシーズンの2回、RTAをもとにしたGamesDoneQuickと呼ばれるチャリティーイベントを行っており、2015年1月のイベントでは150万ドル以上もの寄付を集めている。

## 分類

### タイムアタック（TA）
広義では、ゲームの早解き全般を指すが、狭義ではタイムの計測方法が「ゲーム内時間（InGameTime、IGT）」を基準とするタイムアタックのことを指す。ここでいうゲーム内時間（IGT）とは、ゲーム内に記録されるプレイ時間のことで、主にリザルト画面やデータ管理画面などで確認できる。ゲーム内で計測と計測停止の仕様が実装されている場合、特殊な演出中は一時的にIGT停止といった、プレイヤーの操作が可能な時間のみを計測することが可能。その性質上、挑戦できるのはゲーム自体にプレイ時間の計測機能があるものに限られる。略称はTA（ティー・エー）。
主にゲーム自体にタイムアタック機能が搭載されているレースゲームやアクションゲームなどで挑戦されることが多く、特定のコースやステージなどの比較的短い区間のクリアタイムを競うものが一般的だが、中にはゲームクリア時に表示されるクリアタイムを競うものもある。また、RPGなどのタイムアタック機能が搭載されていないゲームでも、セーブデータなどにプレイ時間を記録する機能があるゲームであれば、そのタイムを参照することでタイムアタックをおこなうことができる場合もある。
あくまでゲーム内時間のみが基準であるため、ゲームの電源を切っている間やセーブデータをロードしてゲームをやり直した場合など、プレイ時間に記録されない時間はタイムとして計測されない。そのためデータを保存しつつ、失敗した場合は休憩を取りながらデータを保存したところからやり直すという手段を繰り返すことで、比較的簡単にタイムを縮めることが可能である。競技として計測する場合、リトライのみ不可とするRTAに近い制約が設けられることがある。

### リアルタイムアタック（RTA）
タイムアタックから派生したジャンルで、リアルタイムアタック（Real Time attack）の頭文字を取り「RTA（アール・ティー・エー）」とも呼ばれる。画面に表示されるゲーム内時間（IGT）のみを計測する「タイムアタック」に対し、リアルタイムでプレイ時間を計測し、記録開始から目標達成までにかかった時間全てを計測するスタイルを「リアルタイムアタック」と呼ぶ。タイムの計測にゲーム内時間を使用せず、プレイヤー自身が用意した各種タイマーやストップウォッチなどを用いてタイムを計測されることが多いことから、基本的にはゲームの機能や内容を問わずどんなタイトルでも挑戦が可能となっている。なお「リアルタイムアタック（RTA）」という言葉自体は2000年にゲーム攻略サークル「極限攻略研究会」が創り出した造語である。
シンプルな意味での「ゲームを最初から始めて、どれだけ速くクリアできるか」という競技性と公平さを追求するために誕生したという経緯から、ゲーム開始からゲームクリア（エンディング到達）までのタイムを計測するのが一般的であり、通常のタイムアタックより1回のプレイ時間が長くなる傾向がある。また、プレイの失敗時などでデータロードを利用して途中からやり直した場合、プレイタイムもその時点まで巻き戻る「TA」に対し「RTA」はやり直している間もプレイタイムが加算されていく上、休憩中やゲームの電源を切っている時間も原則計測の一時停止は認められないため、より難易度が高くなっている。
当初はインターネットでレコードタイムとプレイレポートを公開する形が主流だったが、その後の動画投稿サイトの発展により、現在はニコニコ動画やTwitch、YouTubeなどの動画配信サイトで多くのRTA配信を見ることが出来る。また、近年では国内最大級のイベント「RTA in Japan」の開催や、その競技性の高さからeスポーツとしての可能性も注目されている。

#### ロードリムーブドタイム（LRT）
種目によってはロード時間の差によって記録が不公平とならないように、ロード時間を引いたタイムであるロードリムーブドタイム（Load Removed Time）、通称「LRT（エル・アール・ティー）」と呼ばれるもので記録の優劣を競う場合もある。

### ツールアシステッドスピードラン（TAS）
タイムアタックおよびスピードランの一種で、実機ではなくエミュレータ（ツール）を使用したもののこと。しかし、実機でも再現可能である必要がある。英語表記はTool-Assisted Speedrunであり、略称は、TAS（タス）。

## レギュレーション
近年のタイムアタック（特にRTA）においては、プレイヤーが公平に競技に挑戦するために「レギュレーション」と呼ばれるルールが設定されているのが一般的である。レギュレーションは各ゲームタイトルごとに異なり、達成条件や計測区間、バグ技の使用の制限や禁止事項の有無など細かく設定されており、正式な記録としてレコードタイムを申請するにはレギュレーションに従ってプレイする必要がある。
タイムアタックのレギュレーションにおける主なカテゴリとしては以下のようなものがある。
Any%
「達成率不問」のカテゴリで「%」はゲームの達成率を意味する。収集要素の回収や隠し要素の達成などは一切問わず「とにかく最速でクリアすること」が目的であり、RTAでは最も一般的なカテゴリとなる。
100%
「ゲームの達成率が100%の状態でクリアすること」が目的であり、収集要素や隠し要素、獲得実績などを全て達成した本当の意味での完全クリアが条件になる。なお、達成率はゲーム内で明示されている場合もあるが、具体的な基準はゲームによって異なるため、ゲームごとのレギュレーションの確認が必要となる。
Low%
100%とは逆に「ゲーム内達成率が可能な限り低い状態でクリアすること」を目的とする。通常であれば取得するはずの強化アイテムなども取得せずに進行するため、戦闘等の難度も上がる場合が多い。
True Ending
「真のエンディングに到達すること」が目的であり、マルチエンディング作品におけるハッピーエンドのルートなどが該当する。上述の「100%」とは必ずしもイコールとはならない。
Glitchless
「Glitch（グリッチ）」とは、ビデオゲームにおいて「バグがらみの裏技」を意味する。「Glitchless」は通称「バグ無し」と呼ばれ、タイムを縮めるのに有利になるバグを使用しないレギュレーションを指す。また、派生ジャンルの「No Major Glitches（NMG）」は「主要なバグやグリッチ（裏技）を使わない」ルールを意味する。
Manipless
「Manip」とは、ビデオゲームにおける「乱数調整」を意味する「Luck Manipulation」の略で、通称「乱数無し」と呼ばれる乱数調整と見做されるプレイを行わないレギュレーション。乱数調整を行っていないと証明するために「ゲーム開始時からクリアまで一切セーブ、リセットをしない」といったようなルールを定める場合がある。
ACE%
「任意コード使用」のカテゴリで、「ACE」とは「arbitrary code execution（任意コード実行）」の略である。このカテゴリの場合、ゲーム開始から数分、早いもので数十秒程度でエンディングを呼び出すなどの、明らかに通常のゲーム攻略とは逸脱した形でクリアとなる。「Glitched（バグあり）」のカテゴリにおいても「ACE」とそれ以外は明確に区別される。
CRASH%
ゲームが強制終了するまでのタイムを競うカテゴリで、ゲーム機本体の強制終了アナウンスがタイマーストップ地点となる場合がメイン。早いもので30秒前後でタイマーストップとなるが、大抵の場合はRTAの記録動画収録の際に偶発的に記録として成立するものとなっており、狙って記録を目指すプレイヤーは少ない。
Multiple Games
いわゆる「複合RTA」。同一シリーズの複数ゲームの合計タイムを競うカテゴリ。プレイする合計作品数によっては24時間以上の長丁場となるため、走者が単独の場合は別途休憩時間を用意するレギュレーションもある。
このほか、複数人同時プレイ可能なゲームにおける他プレイヤーとの協力プレイを禁止する「NG Co-Op」や、ゲーム内のカットシーン（CutScene）をスキップしないAny%を意味する「Cutscene%」など、様々なレギュレーションが存在する。また、レギュレーションはプレイヤー自身が新しく設定することもできることから、画面を一切見ずに目的達成を目指す「目隠しプレイ」などの変則的なレギュレーションが存在する場合もある。ゲームハードごとに使用周辺機器を限定するレギュレーションもあり、例えばWii作品の「Wiimote Only」（Wiiリモコン縛り）などがある。

## 歴史
前提については、アメリカのRTAプレイヤーが発行した書籍『Speedrun Science』において「ゲームが誕生した瞬間から、ゲームを速くクリアしようとした人は居たに違いない」と語られている。

### 日本国外
「Speedrun（スピードラン）」という名前で呼ばれるが、意味としては日本の「タイムアタック」と同じである。
タイムアタックに関連する正式な記録として確認できる最も古い情報は、1982年に「Twin Galaxies」が公開した「Twin Galaxies National Scoreboard」に記載されている、Atari 2600用レースゲーム『Dragster』の記録であるとされる。「Twin Galaxies National Scoreboard」は、1981年にアメリカ・アイオワ州にあるゲームセンター「Twin Galaxies」の設立者が各地のゲームセンターのハイスコアを収集し、翌1982年にデータベースとして公開したものであり、この記録がスピードラン/タイムアタックの起源であるとされる。その際に登録された『Dragster』は、ゲーム画面内に時間を表示させるカウンターを実装した最初の作品であると同時に、最初のスピードラン/タイムアタックの正式記録を持つ作品でもあるとされ、このとき申請された5.51秒というレコードタイムは35年間破られず、2017年4月に“世界で最も長い間破られなかったゲームのハイスコア”としてギネス記録に認定されたが、同年2017年7月に理論上の最速タイムは5.57秒であり、5.51秒というタイムはゲームの仕様上不可能であることが検証によって証明された結果不正扱いとなり、記録抹消となっている。1982年当時はポラロイドカメラでスコアを撮影した写真によって判定が行われたとされ、今回のギネス記録抹消に関するニュースはワシントン・ポスト紙でも取り上げられた。
ゲームイベントとしてタイムアタックが扱われたのは1990年に開催された「Nintendo World Championships」が最初であり、任天堂製ゲームの企画の一つとして「なるべく早くゲームをクリアする」というものがあったとされる。その後、2010年にスピードランによるチャリティマラソンイベント「Games Done Quick（GDQ）」が開催され、世界最大規模の大会として発展してゆく。
日本国外においては、前述した「Twin Galaxies」がゲームプレイ記録団体としてギネス世界記録の公認機関となっており「Speedrun」もスコアアタックなどの人気競技と並んで広く親しまれている。また「Speedrun」専門の団体としては、世界最大のタイムアタック記録サイト「Speedrun.com」が存在する。

### 日本国内
日本国外同様、プレイヤー間では日常的にゲームの早解きなどは行われていたほか、1980年代には各ゲーム会社がゲームを早くクリアすることを目的としたゲーム大会を開催することもあったとされる。
競技企画としての起源は、1992年頃、ゲーム雑誌「週刊ファミ通」に掲載された「やりこみゲーム大賞」内の「最速クリア」という企画となる。同企画はゲームにおける様々なやりこみを撮影したビデオ動画を募集するという内容で、1994年には『ファイナルファンタジーVI』の最終セーブポイントを5時間29分で到達した記録や、後のリアルタイムアタックに似た「実時間計測早解き」企画なども掲載されている。
その後、インターネットの発達でこれまでより多くのプレイヤーが自ら情報を発信できるようになったことから、プレイ記録の投稿はインターネットが主流になってゆくこととなるが、当時は長大なプレイ動画をインターネット上にアップロードするための技術や環境が確立されていなかったため、主にプレイ時間と攻略内容をテキストにまとめたレポートとして投稿されることが多かった。2000年に発売された『ファイナルファンタジーIX』において「ゲーム開始から12時間以内に最終ダンジョンの特定地点まで到達すると幻の隠し武器が手に入る」という要素が存在し、タイムアタックが盛んに行われるようになるが、同時に記録更新の熾烈さからプレイヤーが各々の攻略レポートを隠すようになるという弊害も発生した。また、当時のゲームでは常にゲームのプレイ時間を表示しておく機能を持つものが無く、もっぱらセーブ画面に表示されるゲーム内時間がタイムの基準となっていたが、プレイ時間の記録機能が搭載されているゲームは長大なRPGなどの一部タイトルなどに限られてしまい、挑戦できるゲームに制限があった。さらに、セーブ画面に表示されるゲーム内時間（IGT）は、セーブ&リセットで時間の巻き戻しが可能であり、試行錯誤の末に上手く進めたときだけセーブするようにすれば容易に表示上のプレイ時間を短くすることもできてしまうため、本来の意味での「最速でゲームをクリアする」という当初の目的とは違うものになってしまうという欠点も存在した。
これらの経緯から公平性と競技性を高めるために、プレイヤーそれぞれが各種ストップウォッチを用意し、実際にかかった時間を計測するプレイスタイルが主流になっていく。こうして生まれたのが「リアルタイムアタック（RTA）」であり、通常のタイムアタックとは区別される。また、このほかに実機ではなくPCを使用し、専用のツールを用いて理論上の最速タイムを競う「ツールアシステッドスピードラン（TAS）」というジャンルも誕生した。
その後、動画配信サイトの発展により、誰でも気軽にタイムアタック動画を公開および閲覧できるようになったほか、2012年頃から「biimシステム」と呼ばれる日本独自のインターネット文化を起源とする動画スタイルが登場。タイムの検証目的ではなく、エンターテインメントを目的とした新しいタイプのリアルタイムアタック動画として話題を呼び、多くのフォロワーを生み出した。また、2017年に有志のプレイヤーにより国内最大規模のリアルタイムアタックイベント「RTA in Japan」第一回が開催され、2020年6月に一般社団法人「RTA in Japan」として法人化された。

## 社会への影響
eスポーツの普及によりタイムアタックもその一つとして扱われることがあり、特にリアルタイムで競技を行う「リアルタイムアタック」が人気となっている。現在eスポーツで主流となっている対戦ゲームを「ゲーム界の格闘技」とするならば、リアルタイムアタックは「ゲーム界の陸上競技」であると例えられることもある。
近年におけるタイムアタック/スピードランの大会やイベントはチャリティーイベントとして開催されることが多く、2011年に東日本大震災の被害者支援のために開催された海外で行われたGame Done Quick（GDQ）による「Japan Relief Done Quick」では2万5800ドルの募金が集まり、国境なき医師団に寄付された。また、日本国内で2020年末に開催されたRTA in Japan2020においては5,239,160円が収益として得られ、全額国境なき医師団に寄付された。
タイムアタック自体はゲーマー間では一般的に行われてきたことだが、インターネットやSNSの発達により「リアルタイムアタック（RTA）」の存在が認知され始めたことで、2018年4月頃「入社から短期間で退職すること」を指す「退職RTA」というネットスラングが流行したほか、動画配信者を中心に短時間で特定の食品を完食する「早食いRTA」や短時間で排泄を済ませて戻ってくる「トイレRTA」が話題になるなど、本来のゲーム用語としての用法だけでなく、単語としても広く使用されるようになった。

## 関連団体
Twin Galaxies
1981年設立。ゲームレコードの記録管理をおこなっているギネス世界記録公認団体。タイムアタックに限らず、ハイスコアアタックなどのコンピューターゲームのプレイレコード全般を扱っている。
Speed Demos Archive（SDA）
1998年設立。世界最大規模のRTAイベント「GamesDoneQuick（GDQ）」を主催。
speedrun.com
2014年設立。世界最大規模のスピードラン（タイムアタック）レコードタイム記録サイト。
RTA in Japan
「GDQ」をベースとする、日本国内における最大規模のRTAイベント「RTA in Japan」を主催。2016年の初開催後、2020年に法人化。